# Herb Geller
Pour les articles homonymes, voir Geller.
Herb Geller, né le 2 novembre 1928 à Los Angeles en Californie et mort le 19 décembre 2013 à Hambourg en Allemagne, est un saxophoniste, compositeur et arrangeur américain. C'est un représentant du jazz West Coast.

## Discographie

### Comme leader
- 1954: The Herb Geller Sextette - EmArcy
- 1955: Outpost Incident - EmArcy
- 1955: The Gellers - EmArcy
- 1957 : Fire In The West - Jubilee
- 1959: Gypsy - Capitol
- 1963: Alto Saxophone (Josie Records)
- 1975: Rhyme and Reason / Herb Geller Octet Featuring Mark Murphy et Earl Jordan - Atlantic
- 1975:  American In Hamburg - Nova
- 1984:: Hot House (Circle Records (Allemagne))
- 1984:: Fungi Mama (Circle)
- 1986: A Jazz Songbook - Enja
- 1989: Stax Of Sax - Fresh Sound - (Réédition de 1958)
- 1990: That Geller Feller - Fresh Sound - (Réédition de 1957)
- 1993: Herb Geller Quartet - VSOP
- 1996: Birdland Stomp - Fresh Sound
- 1996: Herb Geller Plays (Import- Japan Remastered- Limited Edition) Verve
- 1996: Plays The Al Cohn Songbook - HEP
- 1997: Playing Jazz - Fresh Sound
- 1998: You're Looking At Me - Fresh Sound
- 1998: I'll be back - HEP
- 1999: Hollywood Portraits - HEP
- 2002: To Benny And Johnny - HEP
- 2005: The Herb Geller Sextette - Membran Music - (réédition de 1954)
- 2005: The Gellers - Membran Music - (Réédition de 1955)
- 2006: Herb & Lorraine Geller: Two Of A Kind - Complete Recordings 1954 - 1955 – (réédition)
- 2006: Plays The Arthur Schwartz Songbook - HEP
- 2007: Herb Geller At The Movies – HEP
- 2014: An Evening with Herb Geller & The Roberto Magris Trio - Live in Europe 2009 – JMood

### Comme sideman
Avec Chet Baker :
- Grey December - Capitol - 1992
- My Favourite Songs Vols. 1 and 2: The Last Great Concert - Enja - 1988
- My Funny Valentine - Philology
- Pacific Jazz Years Capitol
- The Best of Chet Baker Plays - Capitol - 1992

With others :
- Clifford Brown / The Ultimate Clifford Brown - Verve - 1998
- Bravissimo II - 50 Years NDR Bigband - ACT - 1998
- Clifford Brown / Best Coast Jazz - Verve /Japan - 1996
- Mel Tormé / Mel Tormé Collection - Rhino -1996
- Ella Fitzgerald / Love Songs: Best of the Verve Song Books - Verve - 1996
- Anita O‘Day / Compact Jazz - Verve - 1993
- The Complete Cole Porter Songbooks (Various Artists) Verve - 1993
- Dinah Washington / First Issue: The Dinah Washington Story (The Original Recordings) Verve - 1993
- Blue Night Special (Blue Night Special) Milan - 1993
- Clifford Brown / Jazz Round Midnight - Verve - 1993
- Rolf Kühn / Big Band Connection - Milan - 1993
- Dinah Washington / Jazz‚round Midnight - Verve - 1993
- Compact Jazz: Best of the Jazz Vocalists (Various Artists) PolyGram - 1992
- RCA Victor Jazz: the First Half- century - the Twenties through the Sixties (Various Artists) RCA - 1992
- Qunicy Jones / This Is How I Feel About Jazz - GRP - 1992
- Dinah Washington / Complete Dinah Washington on Mercury, Vol. 3 (1952–1954) - Verve - 1992
- Anita O‘Day / Anita O‘Day Sings the Winners -Verve 1991
- Clifford Brown / Compact Jazz: Clifford Brown - Verve - 1991
- Benny Goodman / Yale Recordings, Vols. 1- 6 - Musicmasters - 1991
- Marty Paich / The Picasso of Big Band Jazz - Candid - 1990
- Phil Wilson / The Wizard of Oz Suite - Capri -1989
- Benny Carter / Over the Rainbow - Musicmasters - 1988
- Dinah Washington / Dinah - Verve - 1962
- Art Pepper + Eleven: Modern Jazz Classics - Original Jazz Classics - 1959
- Art Pepper / Plus Eleven - Analogue Productions - 1959
- All That Jazz (The Hi- Los) Collectors‘ Series - 1995
- Ella Fitzgerald / The First Lady of Song - Verve - 1958
- Bill Holman / In a Jazz Orbit - VSOP - 1958
- Jimmy Rowles / Weather in a Jazz Vane - VSOP - 1958
- Benny Goodman / Yale Recordings, Vol. 8: Never Before Released Recordings from Benny Goodman's Private - Musicmasters – 1957
- John Williams / Here's What I'm Here For - Discovery / Antones - 1957
- Don Fagerquist / Music to Fill a Void - VSOP - 1957
- Anita O‘Day / Pick Yourself up with Anita O‘Day - Verve - 1956
- Benny Goodman / B.G. World Wide - TCB Music (SWI) - 1956
- Dinah Washington / Dinah Jams - Verve - 1955
- Bill Holman / The Bill Holman Octet - Capitol - 1954
- Lorraine Geller / Lorraine Geller Memorial - Fresh Sound - 1954
- Clifford Brown / Clifford Brown Allstars - Emarcy - 1953
- The Best of Chess Jazz (Various Artists) MCA - 1950
- Best of the Big Bands: Compact Jazz - Verve
- Jazz‚ round Midnight (Saxophone) Verve
- Benny Goodman / Swing Swing Swing, Vol. 1- 5 Musicmaster
- Ralph Pena / Master Of The Bass - VSOP
- Manny Albam Jazz Lab Vol.12 - MCA Coral -1957
- Manny Albam / Jazz Greats of our time Vol.2. - Coral
- John Graas Septet And Nonet Jazz Lab Vol.19 - MCA Coral
- Klaus Weiss Orchestra / I Just Want to celebrate - BASF - 1971
- Herbie Fields / Jazz Lab. Vol.9 - MCA Coral 1954
- Jack Millman / Jazz Lab. Vol 11. - MCA Coral 1955
- Gene Krupa and his orchestra / That Drummers Band - Verve
- Benny Goodman Orchestra / Santiaga De Chile 1961 - TCB Records
- Clarke - Boland Big Band / Change Of Scenes - Ex Libris - 1971
- Americans in Europe - Vol.1 - Impulse - 1963
- The Alpin Power Plant recorded in Switzerland - MPS - 1972
- Peter Herbolzheimer Rhythm Combination and Brass / Wide Open - MPS - 1973
- Peter Herbolzheimer Rhythm Combination and Brass / Peter Herbolzheimer Masterpieces - MPS
- Shelly Manne and His Men Play Peter Gunn - OJC - Fantasy
- Shorty Rodgers And His Giants / A Portrait of Shorty - RCA
- Howard Rumsey‘s Lighthouse Allstars - OJC - Fantasy
- StanKenton‘s Small Group / Plays Bob Graetinger: City Of Glass - Capitol
- Klaus Weiss Orchestra / Live at the Domicile - ATM Records
- Bill Smith Quintet / Americans in Europe - Impulse
- Bob Florence and His Orchestra / Name Band:1959 - Fresh Sound
- Barney Kessel and His Orchestra / Barney Kessel Plays Carmen - OJC Fantasy
- Jan Lundgren Trio with Herb Geller / Stockholm Get Together - Fresh Sound 1994
- Nils Gessinger / Ducks ‚N‘ Cookies - GRP - 1995
- Wolfgang Schlüter With The NDR Big Band / Good Vibrations - Extra Records And Tapes
- Roberto Magris / Il Bello del Jazz - Soul Note
- Inga Rumpf With The NDR Big Band / It‘s a Man‘s World - Extra Records And Tapes